# 8e corps mécanisé (2e formation)
Pour les articles homonymes, voir 8e corps d'armée, 8e division et 28e division.
Le 8e corps mécanisé est une unité d'infanterie mécanisée soviétique de la Seconde Guerre mondiale.
Créé en août 1943, le corps combat dans l'offensive Dniepr-Carpates, l'offensive de Prusse-Orientale, l'offensive de Poméranie orientale et l'offensive de Berlin. Devenue une division mécanisée après 1945, l'unité est renommée en 1957 28e division de chars. Elle est transformée en base de stockage en 1990. Devenue la 28e base de stockage des forces armées biélorusses en 1992, elle est dissoute en 2005.

## Histoire
Le 8e corps mécanisé est formé en août 1943.
Le corps devient la 8e division mécanisée à la fin de 1945. Ses brigades sont transformées en régiments : 66e, 67e et 68e mécanisés mécanisés et 116e régiment de chars. Le deuxième régiment de chars de la division, le 95e régiment de chars de la Garde, est formé en juillet 1945. La division compte aussi le 97e bataillon de motocyclistes et le 83e bataillon de chars d'entraînement. La division fait partie de la 5e armée de chars de la Garde mais passe en 1946 au 9e corps de fusiliers de la Garde (ancien 20e corps de fusiliers) au sein la 28e armée combinée,. La division est en garnison à Slonim,.
Le 67e régiment mécanisé est dissous en 1955. Le 9e corps de la Garde est dissous en 1956 et la 8e division mécanisée est directement rattachée à la 28e armée combinée. Le 20 mai 1957, la division est transformée en 28e division de chars. Elle est constituée du 293e régiment de fusiliers motorisés (ex-66e régiment mécanisé), du 241e régiment de chars de la Garde (ex-95e), du 116e régiment de chars et du 236e régiment de chars (ex-68e régiment mécanisé). Les appuis sont notamment constitués du 737e régiment d'artillerie et du 838e régiment de missiles antiaériens. 
La division est dissoute en 1990 et forme la 6314e base de stockage d'équipement, une unité très réduite ne comptant qu'une cinquantaine de blindés, principalement des blindés de commandement et du génie. Cette base de stockage devient la 28e base de stockage d'armes et d'équipement biélorusse en 1992 et s'installe à Baranavitchy.
En 2005, la base est renommée 50e base de stockage et d'équipement, héritière des traditions de la 50e division de fusiliers de la Garde (en),.